# ویت ماسترسون
ویت ماسترسون، نام مستعار یک شخصیت برای همکاری‌های مشترک دو نویسنده آمریکایی با نام‌های رابرت آلیسون «باب» وید (۸ ژوئن ۱۹۲۰–۳۰ سپتامبر ۲۰۱۲) و H. بیل میلر (۱۱ مه ۱۹۲۰–۲۱ اوت ۱۹۶۱) بود که مدت زمان بسیار زیادی با هم همکاری داشتند. این دو نویسنده همچنین با چندین اسم مستعار دیگر از جمله وید میلر و ویل دیمر به خلق آثار مختلفی دست زدند.

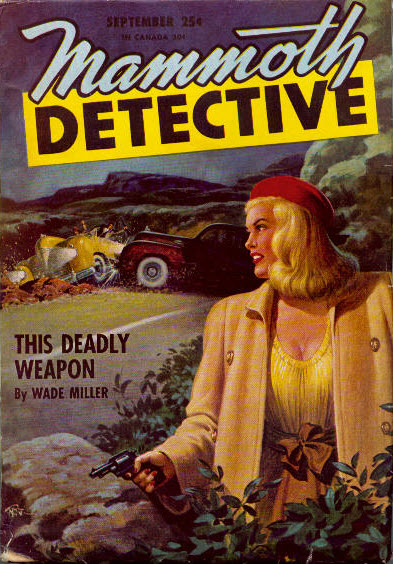
رمان وید میلر «این سلاح کشنده» داستان جلد شماره کارآگاه ماموت در سپتامبر ۱۹۴۶ بود

این دو نویسنده با همکاری یک دیگر توانستند بیش از ۳۰ رمان بنویسند که بسیاری از آن‌ها، زمینهٔ ساخت فیلم‌های مختلفی قرار گرفت.
شناخته شده‌ترین اثری که بر پایهٔ آثار مکتوب این نویسندگان به تصویر کشیده شده‌است، برداشتی از رمان Badge of Evil است که در فیلم نشانی از شر اثر اورسون ولز مقابل دوربین رفته‌است.
از دیگر آثار نوشته شده‌ای که به فیلم تبدیل شده‌اند، می‌توان به گریه در شب (۱۹۵۶) بر اساس All Through the Night، قناری زرد (۱۹۶۳) براساس Evil Come , Evil Go، بچه گربه با شلاق (۱۹۶۴) براساس رمانی به همین نام، هشدار شات بر اساس ۷۱۱ - افسر به کمک نیاز دارد و با این وجود مرگ من (۱۹۷۱) بر اساس رمانی به همین نام در سال ۱۹۷۰ اشاره کرد.
وید و میلر در در ۱۲ سالگی در کلاس‌های ویولن با یکدیگر ملاقات کردند و این ملاقات زمینهٔ آشنایی و همکاری آنان با یکدیگر در آینده شد.
وید در یکی از مصاحبه‌های مطبوعاتی خود می‌گوید: «همکاری وید و میلر تا حد زیادی موفقیت آمیز بود، چرا که بسیار زود آغاز شد و ما در سن ۱۲ سالگی با هم همکاری کردیم.» آنها در کالج در ایالت سن دیگو به ادامهٔ تحصل پرداخته و در نهایت، دانشگاه را، برای ثبت نام در نیروی هوایی ایالات متحده ترک کردند.  بایگانی‌شده  در ۱۲ اوت ۲۰۰۷ توسط Wayback Machine
آنتونی بوچر در سال ۱۹۴۶ اولین رمان آنها با نام سلاح مرگبار را در روزنامه سانفرانسیسکو  منتشر کرد. وی نوشتن آنها را «سریع و مسلسل وار، کوتاه و موجز، اغراق آمیز و سخت» توصیف کرده و گفت که این «اولین متن رمان ناشران جدید و تیم نوشتاری جدید است و از نظر من، رمانی بسیار رضایت بخش است. بعدها در مطالعاتی که توسط ریچارد مور انجام شد، مشخص شد که این داستان، نسبت به توهین‌های نژادپرستانهٔ دیگران واکنش‌های غریزی نشان می‌دهد و از نظر او، شرم آور خواهد بود اگر زبان روزگار آن را از احیا و باز نشر و انتقال به نسل‌های آینده بازدارد.»
پس از مرگ میلر، که در اثر حمله قلبی در ۲۱ اوت ۱۹۶۱ از دنیا رفت، وید به عنوان نویسندهٔ فیلم در مدیوم‌های سینما و تلویزیون به کار انفرادی خویش ادامه داد.
وید در سال ۱۹۸۸ از طرف Private Eye Writers در آمریکا جایزه دستاورد عمر را دریافت کرد و نیز توانست همین جایزه را از کتابخانه عمومی سن دیگو در سال ۱۹۹۸ دریافت کند.  بایگانی‌شده  در ۱۶ دسامبر ۲۰۱۳ توسط Wayback Machine از دیگر افتخارات وی می‌توان به دریافت جایزه الن نهر از اتحادیه نویسندگان جرم و جنایت در سال ۲۰۰۴ برای فعالیت‌های مستمر در زمینه بازنویسی داستانه ای جنایی و به ویژه برای سان دیگو یونیون تریبون اشاره کرد.  رابرت وید نیز در نهایت در تاریخ ۳۰ سپتامبر ۲۰۱۲ در سن ۹۲ سالگی، درگذشت. 